# Гран-при Миди Либре
Гран-при Миди Либре (фр. Grand Prix du Midi libre) — шоссейная изначально однодневная, а позднее многодневная велогонка, проходившая по территории Франции с 1949 по 2002 год.

## История
Гонка была создана в 1949 году. До 1957 года включительно (за исключением 1954 года когда состояла из двух этапов) была однодневной, а её маршрут протяжённостью более 250 километров проходил между Монпелье и Каркассоном.
С 1958 года стала многодневной. В 1961 году и с 1966 по 1987 год входила в календарь Супер Престиж Перно.
С 1987 года объединилась с другой многодневкой Тур де л'Од.
Гонка проводилась в мае или июне, незадолго до или вскоре после Критериума Дофине, в рамках подготовки к Тур де Франс.  Маршрут проходил в регионе Лангедок-Руссильон и был среднегорным, позволяя гонщикам аккуратно подготовиться к Тур де Франс. Протяжённость с
трёх этапов в 1958 году постепенно увеличивалась до четырёх в 1961 году, пяти в 1970 году и шести этапов в 1987 году. Была одной из самых престижных многодневок во французском календаре.
Своё название гонка получила в честь газеты Midi Libre, которая выступала организатором гонки. В 2000 году компания Groupe Le Monde купила газету Midi libre, организатора гонки, и объявила двухлетний мораторий, прежде чем решить судьбу гонки. В сентябре 2002 года было объявлено о приостановке гонки в ожидании покупателя.
В 2004 году была предпринята попытка создать Тур Лангедок-Руссильон, который был проведён только один раз.

## Призёры
| Год                | Победитель             | Второй                        | Третий                 |
| ------------------ | ---------------------- | ----------------------------- | ---------------------- |
| 1949               | Henri Massal           | Мариус Бонне                  | Рафаэль Джеминиани     |
| 1950               | Антонин Роллан         | Рафаэль Джеминиани            | Pierre Fautrier        |
| 1951               | Рафаэль Джеминиани     | Roger Buchonnet               | Антони Хелаберт        |
| 1952               | Сиро Бьянки            | Луисон Бобе                   | Мариус Бонне           |
| 1953               | Pierre Nardi           | Paul Matteoli                 | Адольф Деледда         |
| 1954               | Хесус Мартинес         | Сиро Бьянки                   | Жорж Менье             |
| 1955               | Мигель Поблет          | Люсьен Демунстер              | Альфред Де Брёйне      |
| 1956               | Антонин Роллан         | Рене Прива                    | Уго Анзиль             |
| 1957               | Жан-Пьер Шмитц         | Франс Схауббен                | Валентин Уо            |
| 1958               | Francis Pipelin        | Жозеф Морван                  | Франсуа Маэ            |
| 1959               | Жан Бранкар            | Франсуа Маэ                   | Раймонд Мастротто      |
| 1960               | Валентин Уо            | Марсель Кехай                 | Раймонд Мастротто      |
| 1961               | Жозеф Гроссар          | Жан-Клод Аннаер               | Раймон Пулидор         |
| 1962               | Мишель Столкер         | Эдуард Делберг                | Жозеф Гроссар          |
| 1963               | Фернандо Мансанек      | Ян Янссен                     | Эдуард Делберг         |
| 1964               | Андре Фушер            | Раймонд Мастротто             | Виктор Ван Схил        |
| 1965               | Андре Фушер            | Жан Стаблински                | Том Симпсон            |
| 1966               | Jean-Claude Theillière | Раймон Делиль                 | Julien Delocht         |
| 1967               | Michel Grain           | Роже Пинжон                   | Раймон Пулидор         |
| 1968не проводилась |                        |                               |                        |
| 1969               | Луис Оканья            | Фердинанд Бракке              | Реми Ван Вреком        |
| 1970               | Вальтер Риччи          | Хосе Гомес Лукас              | Шарль Гросскос         |
| 1971               | Эдди Меркс             | Йоп Зутемелк                  | Андре Дирикс           |
| 1972               | Сириль Гимар           | Йоп Зутемелк                  | Ив Эзар                |
| 1973               | Раймон Пулидор         | Йоп Зутемелк                  | Мариано Мартинес       |
| 1974               | Жан-Пьер Дангийом      | Барри Хобэн                   | Франс Вербек           |
| 1975               | Франческо Мозер        | Йоп Зутемелк                  | Кристиан Сезнек        |
| 1976               | Alain Meslet           | Люсьен Ван Импе               | Бернар Ино             |
| 1977               | Владимиро Паницца      | Бернар Тевене                 | Йоп Зутемелк           |
| 1978               | Клаудио Бортолотто     | Жильбер Ле Лэй                | Людо Лос               |
| 1979               | Джузеппе Саронни       | Жоаким Агостиньо              | Пьер-Раймон Вильмьан   |
| 1980               | Жан-Рене Бернадо       | Жоаким Агостиньо              | Йохан ван дер Вельде   |
| 1981               | Жан-Рене Бернадо       | Кристиан Левавассёр           | Людо Петерс            |
| 1982               | Жан-Рене Бернадо       | Франческо Мозер               | Ким Андерсен           |
| 1983               | Жан-Рене Бернадо       | Йоп Зутемелк                  | Патрик Бонне           |
| 1984               | Доминик Гард           | Marc Durant                   | Alain Vigneron         |
| 1985               | Сильвано Контини       | Эрик Кариту                   | François Lemarchand    |
| 1986               | Клод Крикельон         | Жан-Рене Бернадо              | Пело Руис Кабестан     |
| 1987               | Патрис Эсно            | Хулиан Гороспе                | Марк Мадьо             |
| 1988               | Клод Крикельон         | Эрик Буайе                    | Jos Haex               |
| 1989               | Жером Симон            | Жерар Рю                      | Жан-Клод Колотти       |
| 1990               | Жерар Рю               | Доминик Арно                  | Жан-Клод Колотти       |
| 1991               | Жильбер Дюкло-Лассаль  | Мартьяль Гайан                | Франк Ван Ден Абель    |
| 1992               | Люк Леблан             | Ян Сворада ср.                | Вячеслав Екимов        |
| 1993               | Маурицио Фондриест     | Доминик Арну                  | Роберто Пелликони      |
| 1994               | Ян Сворада ср.         | Павел Тонков                  | Roberto Conti          |
| 1995               | Мигель Индурайн        | Ришар Виранк                  | Тьерри Лоран           |
| 1996               | Лоран Жалабер          | Лоран Брошар                  | Ришар Виранк           |
| 1997               | Альберто Элли          | Георг Точниг                  | Барт Воскамп           |
| 1998               | Лоран Дюфо             | Кристоф Ринеро                | Лоран Брошар           |
| 1999               | Бенойт Салмон          | Александр Винокуров           | Хосе Альберто Мартинес |
| 2000               | Дидье Роус             | Георг Точниг                  | Тадей Вальявец         |
| 2001               | Ибан Майо              | Бенойт Салмон                 | Кристоф Моро           |
| 2002               | Лэнс Армстронг         | Альваро Гонсалес де Гальдеано | Жозе Азеведу           |

- Первое место в 2002 году занял американец Лэнс Армстронг, но в 2012 году он был дисквалифицирован UCI за применение допинга, начиная с 1 августа 1998 года, а все его результаты, начиная с этой даты были аннулированы. Перераспределения мест не производилось.[5]